# Berenbrock (Adelsgeschlecht)

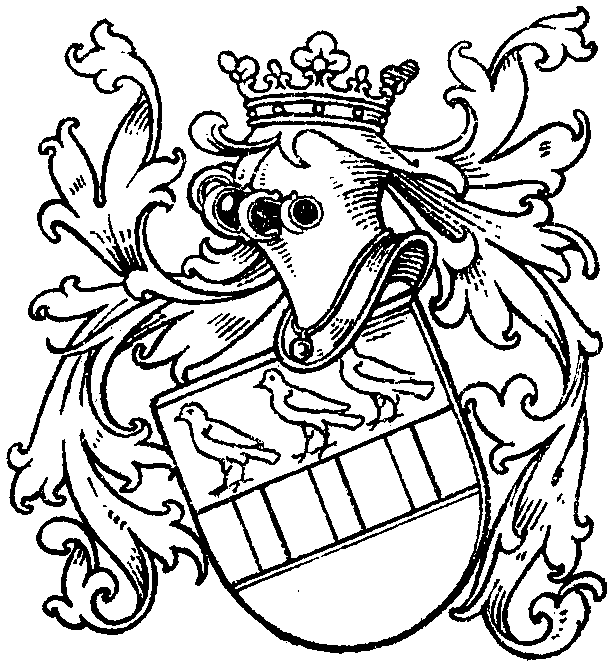
Wappen derer von Berenbrock

Die Herren von Berenbrock waren ein westfälisches Adelsgeschlecht.

## Geschichte
Das Geschlecht war im Münsterland begütert. Der namensgebende Stammsitz lag in der gleichnamigen Bauernschaft in der Nähe von Hiddingsel bei Lüdinghausen.
1330 verkaufte Gottfried von Berenbrock mit seiner Frau Elisabeth und seinen Kindern Johann, Everhard, Bheoderich und Godfrid den Hof Wilberdinihof und das Gut Duppenchus, Wipperdings und Duppen Erbe im Kirchspiel Dülmen, an das Deutsche Haus St. Georg in Münster. 1349 verkaufte Knappe Johannes van den Berenbroke mit seinen Kindern Belwigis, Sophia, Heylewigis und Beatrix seinen Kamp bider Lowisch an Gottfried Duppim. Diese 1349er Urkunde ist gleichzeitig das letzte Auftreten des Geschlechts.

## Wappen
Blasonierung: Ein mit drei Pfählen beladener Querbalken, darüber drei rechtslaufende Vögel. Auf dem Helm eine Krone.
Dem Wappen nach war das Geschlecht eine Seitenlinie der Edelherren von Gemen. Diese führten einen mit drei goldenen Pfählen beladenen roten Querbalken in Silber. Ein Familienmitglied, Edelherr Engelbert von Gemen zu Döring und Heiden (1254/1266), villicus de Lon (1217), nahm als Meier zu Lon zusätzlich die drei Vögel in sein Wappen auf und änderte die Tingierung der Wappenelemente (blauer Querbalken im goldenen Schild; die Vögel in rot). Diese Vögel stammen möglicherweise aus dem Wappen der Werenzo de Lon oder dem Wappen der Edelherren von Loen, die drei rechtslaufende Vögel über drei blauen Querbalken in Silber führten.
Wappen möglicherweise verwandter westfälischer Adelsgeschlechter:

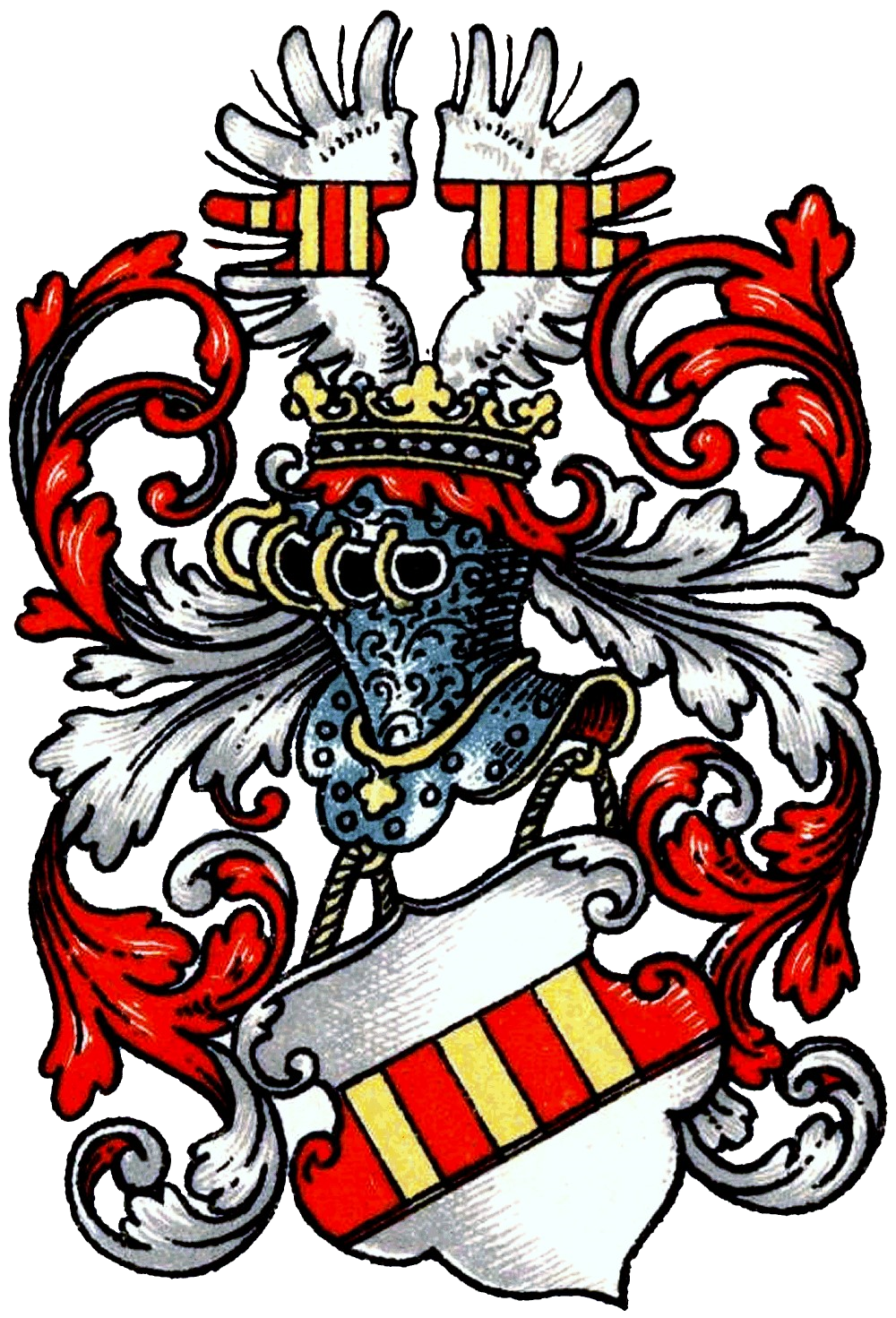
Wappen der Edlen von Gemen
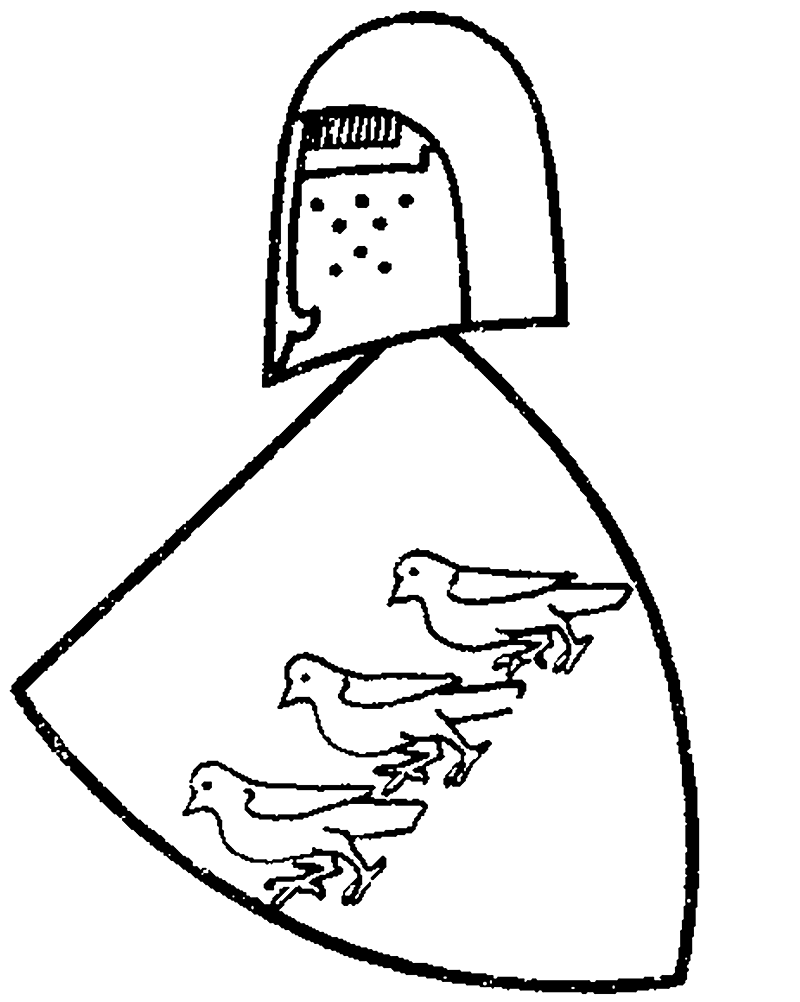
Wappen Werenzo (Werenzo de Lon)
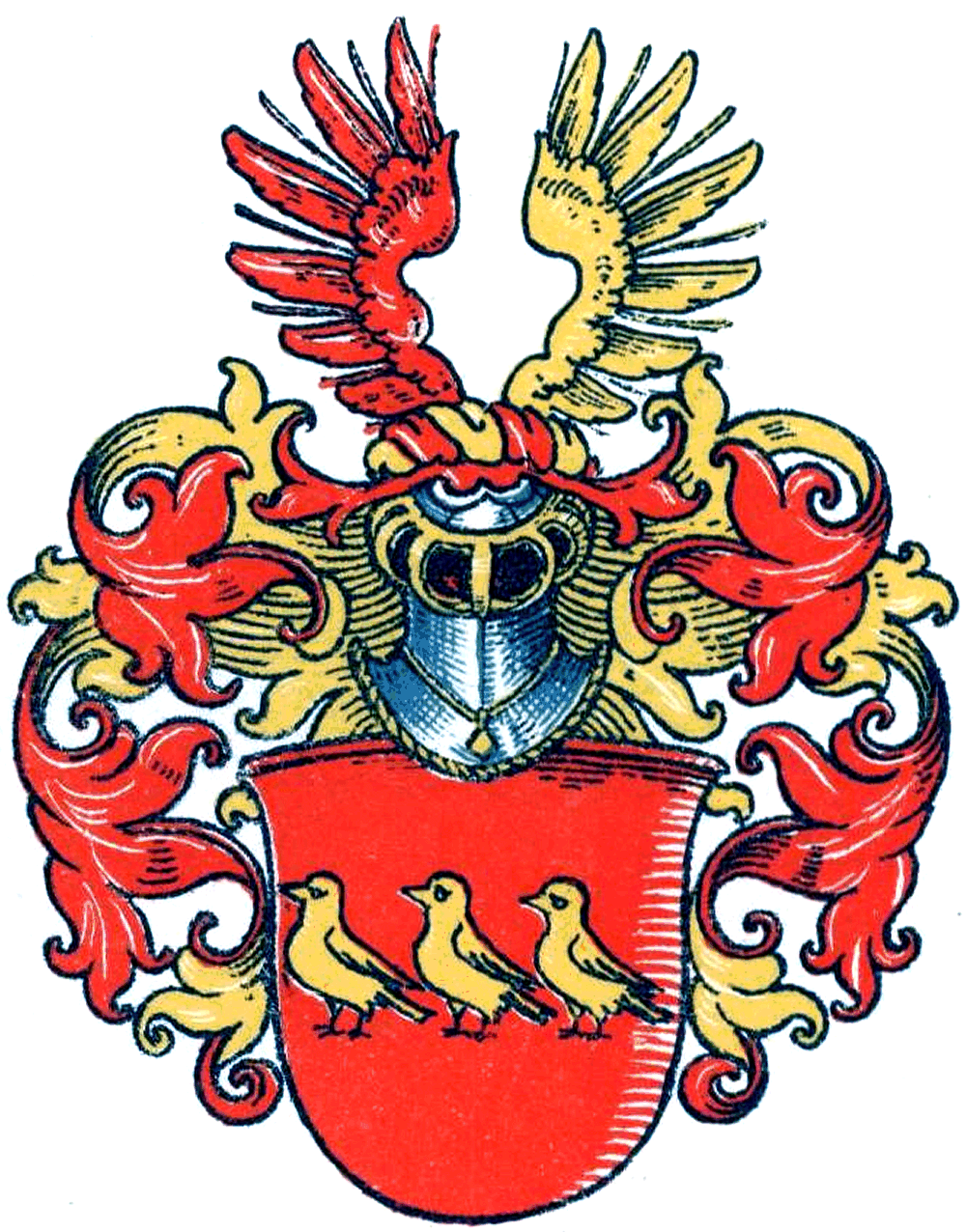
Wappen derer von Barnsfeld
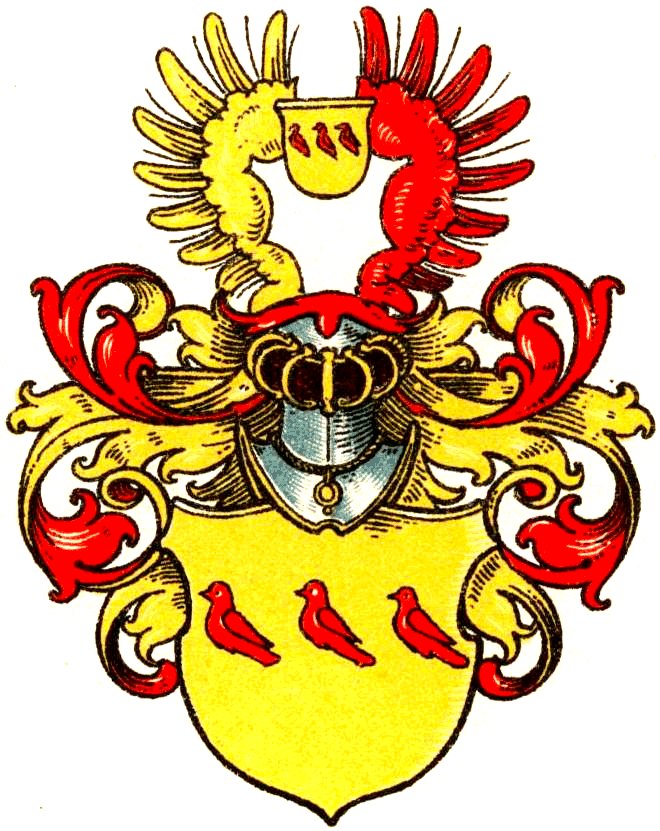
Wappen derer von Velen
Wappen der frühen Edlen von Loen
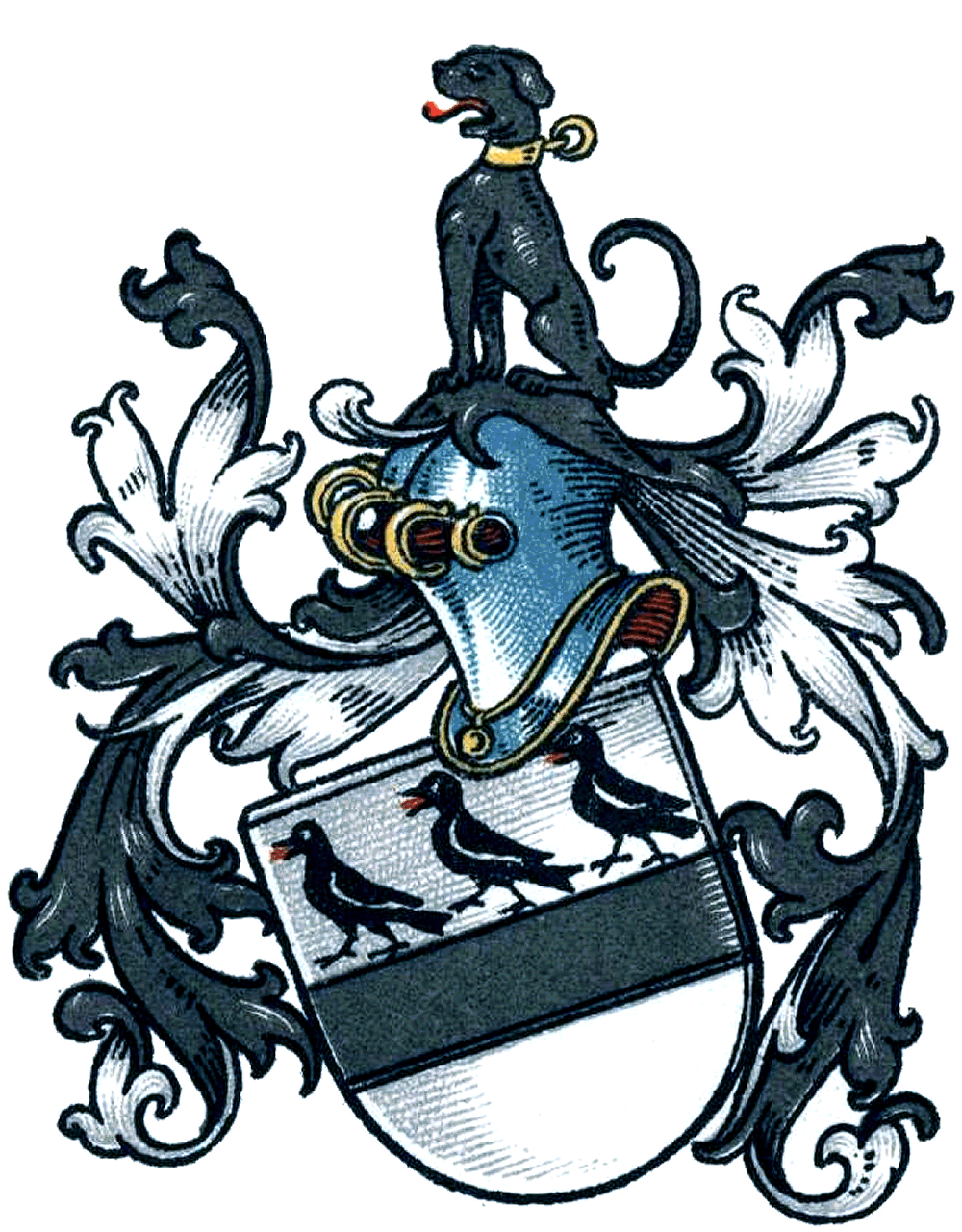
Wappen der späteren Edlen von Loen